# Lo Planell (Erinyà)
Lo Planell, és el nom de dos paratges propers constituïts per camps de conreu del terme municipal de Conca de Dalt, al Pallars Jussà, a l'antic terme de Toralla i Serradell, en el territori del poble d'Erinyà.
El primer està situat a l'esquerra del riu de Serradell, al sud-oest d'Erinyà, al nord-est del Rodal d'Espaser i al sud-oest de Baell. El segon, més a prop i a ponent del poble, al nord del Riu d'Aparici i al nord-oest dels Esmallols, també a l'esquerra del riu de Serradell.
- Institut Cartogràfic de Catalunya; cal fer dos passos d'aproximació (el primer)
- Institut Cartogràfic de Catalunya; cal fer dos passos d'aproximació (el segon)